# 高劢
高劢（544年—599年），字敬德，北齐清河王高岳子。

## 生平
高劢小时候就聪明，为高洋所喜爱，七岁就侍奉皇太子。高岳死后袭爵为清河王。后除青州刺史，高洋和他面谈他父亲高岳治理青州的惠政，希望他用心不负父亲之名，高劢哭泣感谢提拔，表示会竭力不辱父亲之政。不久追授武卫将军、领军、祠部尚书、开府仪同三司。又因清河在京畿，改封乐安王。转侍中，武平五年（574年）八月任为尚书右仆射，后出为朔州行台仆射。
七年（576年）十二月，后主在晋州为北周所败，太后回京，命高劢统领兵马侍卫太后、皇太子，从土门道回京城邺城。当时佞臣、幸臣、宦官行为暴虐，放鹰犬抢民间鸡猪。高劢逮捕宦官仪同三司苟子溢，想杀之正法，因太后有令而释放。刘文殊私下劝高劢不要得罪苟子溢以免被谗言，高劢却说高欢时期抚士亲贤，战无不胜，而如今达官多叛，正是苟子溢之流专政弄权所致，即使今日杀此人而明日伏诛也无憾。太后回邺城后，北周军陆续来到，北齐人恐惧无战心，朝臣多降，日夜不停。高劢上奏后主说，背叛的多是贵族，士兵还未离心，请求将五品以上者家属置于三台，以焚台要挟他们死战，且北齐军屡败，北周军轻敌，背水一战必胜，是上策。但后主不能用。
北齐灭亡后，高劢入周，依例授开府。
杨坚为北周丞相，器重高劢，以其检校扬州事。后拜楚州刺史。楚州城北有伍子胥庙，祈祷者用牛酒，甚至破费产业，高劢告谕相关部门，制止了这一活动，百姓信赖他。
隋朝开皇七年（587年），转光州刺史，呈上取陈五策，得杨坚称赞和优诏。杨坚伐陈，以高劢为行军总管，跟从宜阳公王世积攻克陈朝治下的江州。以功拜上开府，赐物三千段。
陇右诸羌数次作乱，朝廷因高劢有威名，拜为洮州刺史。高劢到任后，当地民夷数千户都相继来谒见。高劢任内数年，路不拾遗，境内称治。后来吐谷浑来犯，高劢因病不能御敌，吐谷浑大掠而去。高劢以损失人口和受羌人贿赂被免职。后在家去世，年五十六。

## 家庭

### 兄弟姐妹
- 高敬文，十弟，过继给高惠宝，北齐陈留王

### 子女
- 高士廉，唐朝开府仪同三司、同中书门下三品、平章政事、申国文献公
- 高士宁，唐朝使持节、卫州诸军事、卫州刺史、义宁郡开国公[9]
- 高氏，嫁隋左骁卫将军长孙晟，是长孙无忌、长孙皇后之母。

## 评价
- 《隋书》史臣曰：高劢死亡之际，志气懔然，疾彼奸邪，致兹馀庆。

## 延伸阅读
[在维基数据编辑]
 《隋書·卷55》，出自魏徵《隋书》